# Scouts marins
Série Donald Duck
Pour plus de détails, voir Fiche technique et Distribution.
Scouts marins (Sea Scouts) est un court métrage d'animation américain des studios Disney avec Donald Duck, sorti le 30 juin 1939.

## Synopsis
Donald est parti faire de la voile avec ses neveux, Riri, Fifi et Loulou, comme équipage... mais entre l'inexpérience des jeunes, son caractère débordant et un requin, la balade en mer n'est pas de tout repos.

## Fiche technique
- Titre original : Sea Scouts
- Titre français : Scouts marins
- Série : Donald Duck
- Réalisation : Dick Lundy
- Scénario : Carl Barks
- Animation : Jack Hannah, Ed Love
- Musique : Oliver Wallace
- Production : Walt Disney
- Société de production : Walt Disney Productions
- Société de distribution : RKO Radio Pictures
- Format : Couleur (Technicolor) - 1,37:1 - Son mono (RCA Sound System)
- Durée : 8 min
- Langue : Anglais
- Pays de production :  États-Unis
- Date de sortie :
  - États-Unis :30 juin 1939

## Voix originales
- Clarence Nash : Donald / Huey (Riri) / Dewey (Fifi) / Louie (Loulou)

## Voix françaises
- Sylvain Caruso : Donald Duck, Riri, Fifi et Loulou

## Titre en différentes langues
Source : IMDb
- Allemagne : Donald auf großer Fahrt
- Danemark : Søspejderne
- Suède : Kalle Anka som amiral

## Sorties DVD
- Les Trésors de Walt Disney : Donald de A à Z, 1re partie (1934-1941).